# Fritjof Capra
Fritjof Capra (født 1. februar 1939) er en østrigsk-født amerikansk fysiker, systemteoretiker og dybdeøkolog. I 1995 blev han stiftende direktør for Center for Ecoliteracy i Berkeley, Californien. Han er på fakultetet på Schumacher College.
Capra er forfatter til adskillige bøger, inklusive The Tao of Physics (1975), The Turning Point (1982), Uncommon Wisdom (1988), The Web of Life (1996) og The Hidden Connections (2002) og medforfatter på The Systems View of Life (2014).